# Karel Beukema (1878-1908)
Karel Willem Adriaan (Karel) Beukema toe Water (Tokio, 4 januari 1878 – Beyoğlu, 8 januari 1908) was een Nederlands tennisser en diplomaat.

## Loopbaan
In 1898, 1899, 1900 en 1902 was Beukema Nederlandse kampioen in het heren enkelspel tennis. Met zijn broer Frits Beukema won hij de titel in het heren dubbelspel in 1897 en 1899. Met Gerard Scheurleer legde hij de basis voor een Nederlandse competitie tussen clubs. In 1903 nam hij het op een internationaal toernooi in Monte Carlo op tegen Wimbledonkampioen Laurence Doherty en verloor nipt (6-4, 6-4). In 1906 was Beukema actief op de Olympische Zomerspelen 1906. Zowel in het enkelspel als dubbelspel (met Scheurleer) reikte hij tot de kwartfinales. Hij speelde bij HLTC Leimonias.
Hij was ook actief als rechtsbuiten in het voetbal voor HVV en ook in het cricket bij HCC.
Beukema studeerde rechten aan de Universiteit Utrecht waarin hij ook promoveerde. Ook studeerde hij Oosterse talen in Berlijn. Na zijn afstuderen trad hij in diplomatieke dienst en verhuisde hij naar Turkije. Hij was eerst tolk in Smyrna. Vanaf 1906 was hij waarnemend consul in Konstantinopel. Begin 1908 overleed hij kort na zijn dertigste verjaardag aan een longontsteking, nadat hij drie weken eerder in een ziekenhuis was opgenomen wegens buiktyfus. Op 4 maart 1908 werd hij op de Haagse begraafplaats Nieuw Eykenduynen begraven.

## Privéleven
De achternaam Beukema toe Water ontstond in 1896, toen de vader van Beukema, dr. T.W. Beukema, de achternamen van hem en zijn vrouw I.C. Toewater samenvoegde. Beukema is een oom van de naar hem genoemde militair en Engelandvaarder Karel Beukema toe Water en van verzetsstrijder Pitty Beukema toe Water. Zijn moeder stelde in 1913 een bedrag van 10.000 gulden beschikbaar voor een 'Karel Beukema-fonds' waarvan het Nederlands Olympisch Comité (NOC) de rente mocht aanwenden voor het uitzenden van sporters naar de olympische spelen.
- International Standard Name Identifier: 0000 0003 9559 6611
- Nederlandse Thesaurus van Auteursnamen: 332168425
- Virtual International Authority File: 290314531